# Aptinus hovorkai
Aptinus hovorkai é uma espécie de carabídeo da tribo Brachinini, com distribuição restrita à Turquia.